# Александар Јанеј
Александар Јанеј (до 76. п. н. е.) је био краљ Јудеје из династије Хасмонеја од 103. п. н. е. до 76. п. н. е. Син је Јована Хиркана, а на трону је наследио свога брата Аристобула оженивши се његовом женом Саломом Александром. Користећи слабост Селеукидскога царства и династичке сукобе у Египту ојачао је и територијално проширио своју краљевину. Својом политиком подржавања садукеја насупрот фарисеја изазвао је унутрашње поделе, које су довеле до шестогодишњега грађанскога рата.

## Синови Јована Хиркана
Најстарији је син је Јована Хиркана, који је био јеврејски првосвештеник од 135. до 104. п. н. е. и који је успео да се избори за независност Јудеје од Селеукидскога царства. Имао је четворо браће, Аристобула, Антигона и двојицу, којима не знамо имена. Јован Хиркан је од синова волио највише Аристобула и Антигона, а мрзио је Александра Јанеја, који је онда подизан у Галилеји. Након смрти Јована Хиркана Аристобул је 104. п. н. е. као најстарији преузео не само функцију првосвештеника, него и световну власт, коју је Хиркан био одредио за своју жену. Заточио је мајку, Александра Јанеја и друга два брата, а крај себе је једино задржао брата Антигона. Мајка је пустио да умре у затвору, а захваљујући сплеткама убијен му је и брат Антигон. Аристобул је због болести владао веома кратко, тако да је умро 103. п. н. е.

## Птолемеј IX Латир пустоши Јудеју
Аристобулова удовица Салома Александра пустила је из затвора двојицу браће и удала се за Александра Јанеја, који је 103. п. н. е. постао нови краљ Јудеје. Александар Јанеј је убио једнога брата, за кога је сумњао да би могао да му буде конкурент. Одмах након консолидације власти Јанеј је кренуо у поход против Птолемаиде (Акре) и Газе. Након победе опседао је Птолемаиду, која је онда тражила помоћ. Међутим Антиох IX Кизички им није могао да помогне, јер је ратовао са Антиохом VIII Грипом. Птолемаиди је онда у помоћ стигао Птолемеј IX Латир са својом војском са Кипра. Птолемеј IX Латир је имао на располагању 30.000 војника. Када је он дошао грађани Птолемаиде су променили мишљење, јер су се бојали да не би пали под његову власт. Долазак Птолемејеве војске присилио је Александра Јанеја да дигне опсаду Газе. Јанеј је онда против Птолемеја позвао египатску краљицу Клеопатру III, а претварао се да намерава да склопи споразум са Птолемејем IX Латиром. Птолемеј је касније сазнао за превару, па је са онда кренуо у казнени поход и пустошење Јудеје. Заузео је Асохис у Галилеји и узео је 10.000 робова. У једној великој бици на обали реке Јордан Птолемеј IX Латир победио је јудејску војску и након тога готово цела Јудеја пала је под његову контролу. Птолемеј је заузео и Газу.

## Интервенција Клеопатре III
Пошто се Јудеја и Газа нашла под Птолемејевом контролом и пошто је претила опасност да он одатле крене у инвазију на Египат египатска краљица Клеопатра III одлучила је да интервенише. На челу египатске војске била су два генерала Јевреја, што је по свој прилици требало да има јак пропагандни учинак. Са флотом је напала Феникију, а са копненом војском је опседала Птолемаиду. Након покушаја да директно нападне Египат Птолемеј IX Латир се повукао на Кипар. Клеопатра је након опсаде заузела Птолемаиду и склопила је у Скитополису споразум о узајамној помоћи са Александром Јанејем. Клеопатра се након тога са војском повукла у Египат.

## Поход у Коиле Сирији
Пошто га више нападао Птолемеј IX Латир онда је Александар кренуо у поход у Коиле Сирији, па је након десетомесечне опсаде заузео Гадару. Заузео је и Аматус, који је био најјача тврђава са те стране Јордана, а ту се налазила и Теодорова (Зенонов син) ризница. Теодор је међутим изненадио јудејску војску, преотео је своју ризницу и побио 10.000 јеврејских војника. Након некога времена Јанеј је заузео Рафију и Антидон на морској обали. Газу је веома дуго опседао и заузео је тек 96. п. н. е.

## Подела међу Јеврејима
Постојала је велика нетрпељивост и свађа између Александра Јанеја и фарисеја. Секта садуцеја подржавала је Јанеја. Фарисеји су наглашавали да према Тори Александар Јанеј није смео да се жени братовом удовицом. Међутим он је углавном био заинтересован за освајања и није обраћао пажњу на верске обавезе. За време једне верске службе 94. п. н. е. у Јерусалиму није се придржавао верских ритуала, па га је маса гађала лимунима и почели су да му се ругају. Он је тада у бесу побио 6.000 људи и окончао је краткотрајну побуну.

## Рат са Арапима
Након заузимања Газе Набатејско царство више није контролисала трговачке путеве између Рима и Дамаска. Током 93. п. н. е. Александар Јанеј је предузео поход против Арапа, па је Галатићане и Моаваце покорио и присилио да плаћају данак. Након тога заузео је Теодорову тврђаву Аматус и порушио је. Набатејски краљ Оведа I је спремио Александру замку у дубоком кланцу крај Гадаре у Гилеади. Ту је напао и победио је јудејску војску у једном кланцу. Александар је једва спасио живу главу.

## Грађански рат
Тај пораз у рату са Арапима представљао је кап, која је прелила чашу онима Јеврејима, који су се бунили против Александра Јанеја. Дошло је до грађанскога рата између Јанеја и фарисејских побуњеника. У рату, који је трајао шест година (94-88. п. н. е.) погинуло је око 50.000 Јевреја. Након Александрових почетних успеха побуњеници се се за помоћ обратили Селеукидима. У помоћ побуњеницима стигао је Деметрије III Еукер. Александар је поред Јевреја плаћао око 6.200 грчких најамника, али Деметрије је имао већу војску на располагању. Деметрије III Еукер је крај Шехема победио Јанеја и натерао га да спас потражи у планинама. Јанеј је ту изгубио целу своју најамничку војску. Међутим део побуњеника је онда закључио да је боље да је боље да имају лошега јеврејскога краља уместо селеукидскога владара. Око 6.000 Јевреја је тада прешло на страну Александра Јанеја, па је Деметрије III Еукер морао да се повуче. Грађански рат се и након тога наставио, али побуњеници више нису имали Деметријеву подршку, па су изгубили неколико битака, у којима је страдао огроман број Александрових противника. Остатак побуњеничке војске повукао се и затворио у Бемеселину. Након опсаде Александар их је заробио и одвукао у Јерусалим. Ипак остао је незаинтересиран за национално помирење. Јанеј је 800 побуњеника разапео на крст у Јерусалиму, а онда је пред њима заклао њихове жене и децу. Такво зверство престрашило је остале побуњенике, па је њих 8.000 ноћ након тога побегло из Јудеје. Због толикога варварства назвали су га Трачанином.

## Ратови са Арапима и Селеукидима
За време грађанскога рата Јудеја је изгубила Моаб и Гилеад, које је Александар Јанеј био заузео у рату са Набатејом. Када су Парћани заробили Деметрија III Еукера тада је 87. п. н. е. његов брат Антиох XII Дионис преузео контролу над Дамаском. Антиох XII Дионис је са 8.800 војника кренуо у рат против Набатејаца, а Александар Јанеј је наредио да се велики простор пресече великим шанцем, зидом и дрвеним торњевима. Антиохова војска је лако савладала препреке и кренула је на Набатејце, али арапски краљ Арета III се повукао у предео погоднији за њега, а онда се изненада појавио са својом коњицом и победио је Антиоха XII Диониса, који је 84. п. н. е. изгубио и битку и живот. Арета III, краљ Набатејаца заузео је после тога Дамаск и почео да влада Коиле Сиријом. Повео је рат против Јудеје и победио је Александра Јанеја, а онда су склопили известан споразум. Александар Јанеј је поново предузео поход против Теодора и заузео је Диос и Есу. Када је заузео Пелу сравнио ју је с темељима пошто становништво није пристајало да прими јудаизам. После тога опустошио је Гаулану, Селеукију, Антиохову долину и тврђаву Гамалу.

## Болест и смрт
Након три године ратовања Александар се вратио у Јудеју. Након окончања похода одао се три године алкохолу, па се тешко разболио. Мислио је да ће га нови ратни поход излечити, али био је то додатни тешки напор, па је умро 76. п. н. е. усред новога ратнога похода. Краљевину Јудеју оставио је својој жени Саломи Александри. Његов најстарији син Хиркан II преузео је функцију првосвештеника.